# Lauwerszee

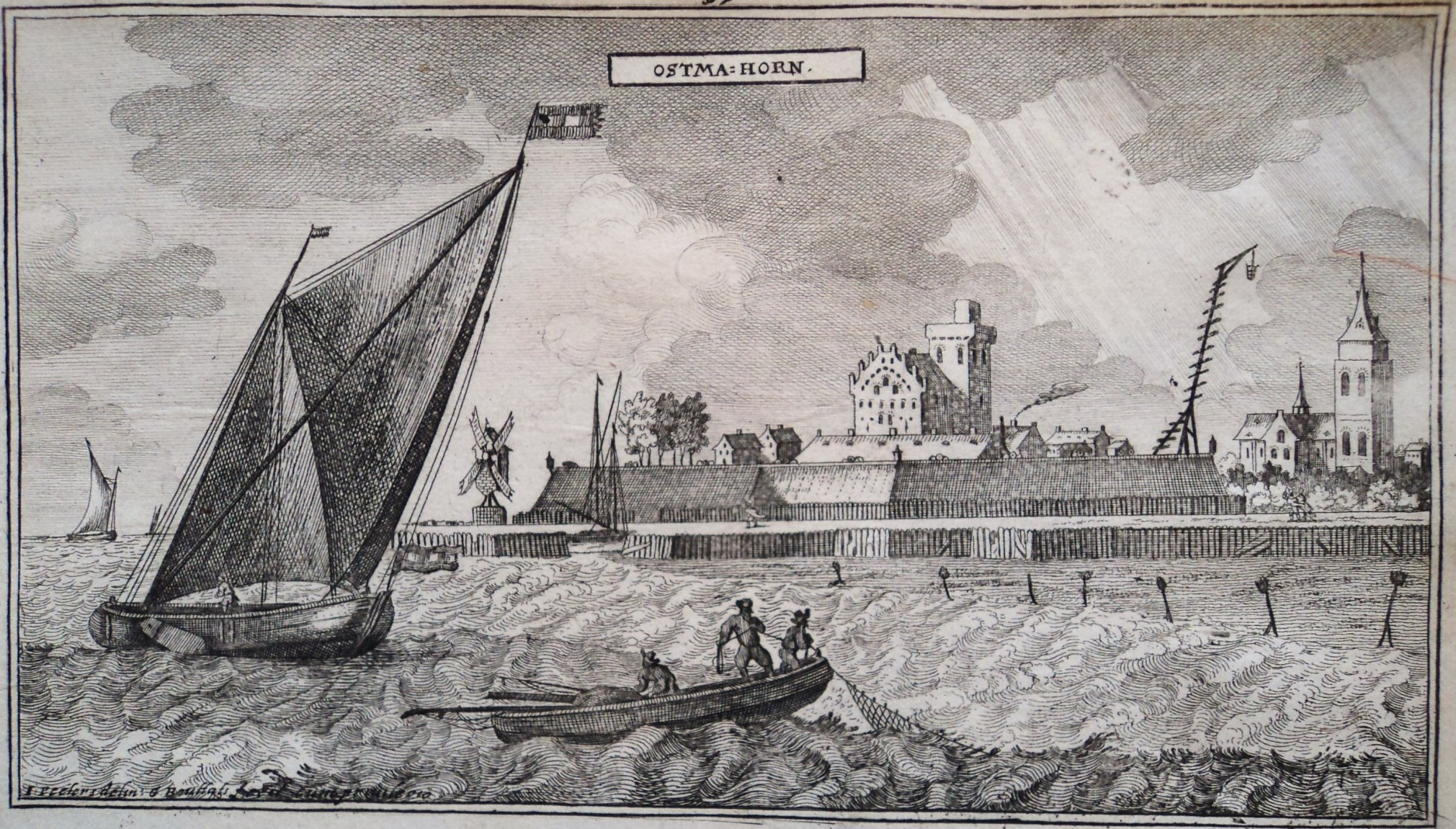
De Lauwerszee voor Oostmahorn in 1674

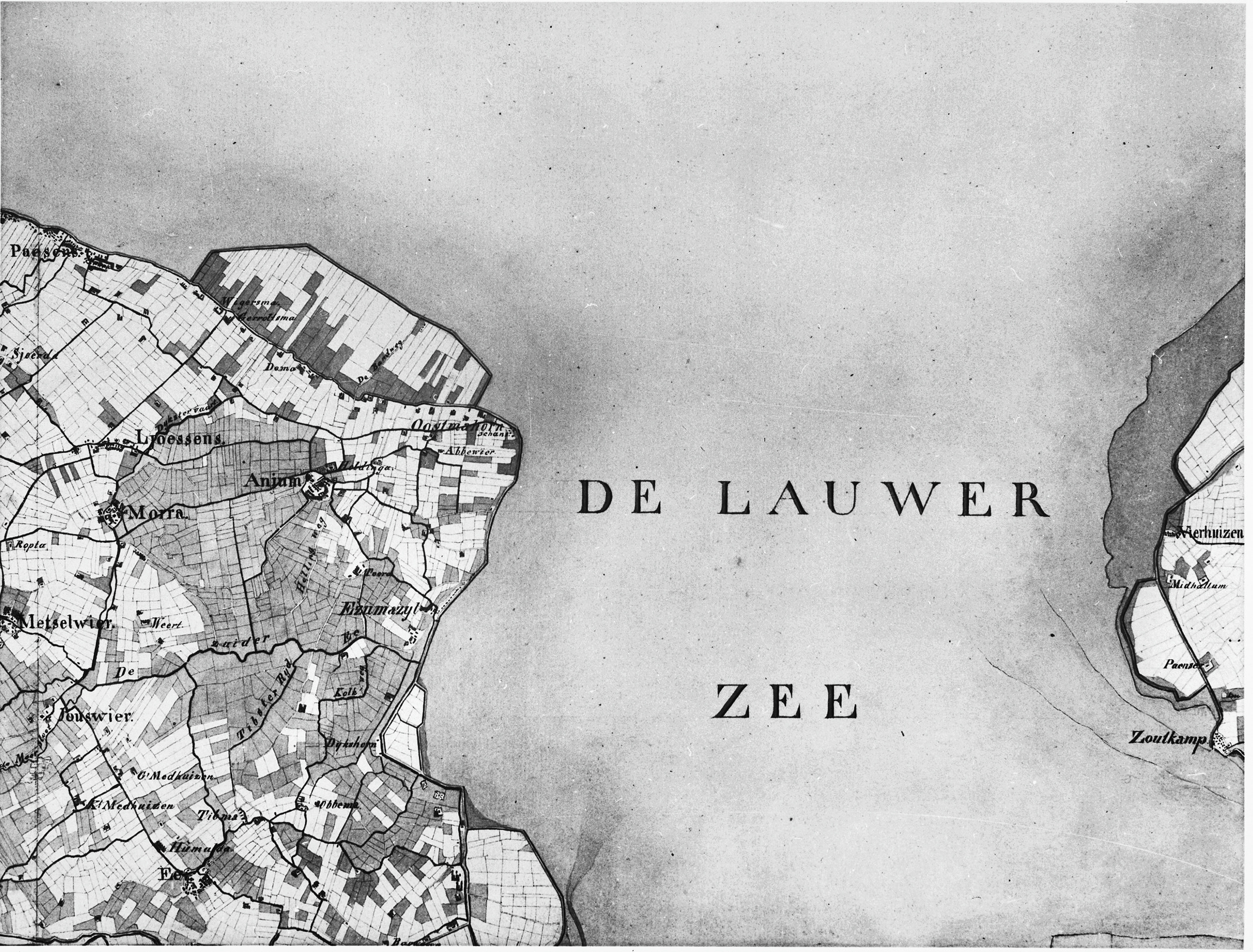
Lauwerszee op Hottingerkaarten uit de periode 1788-1794

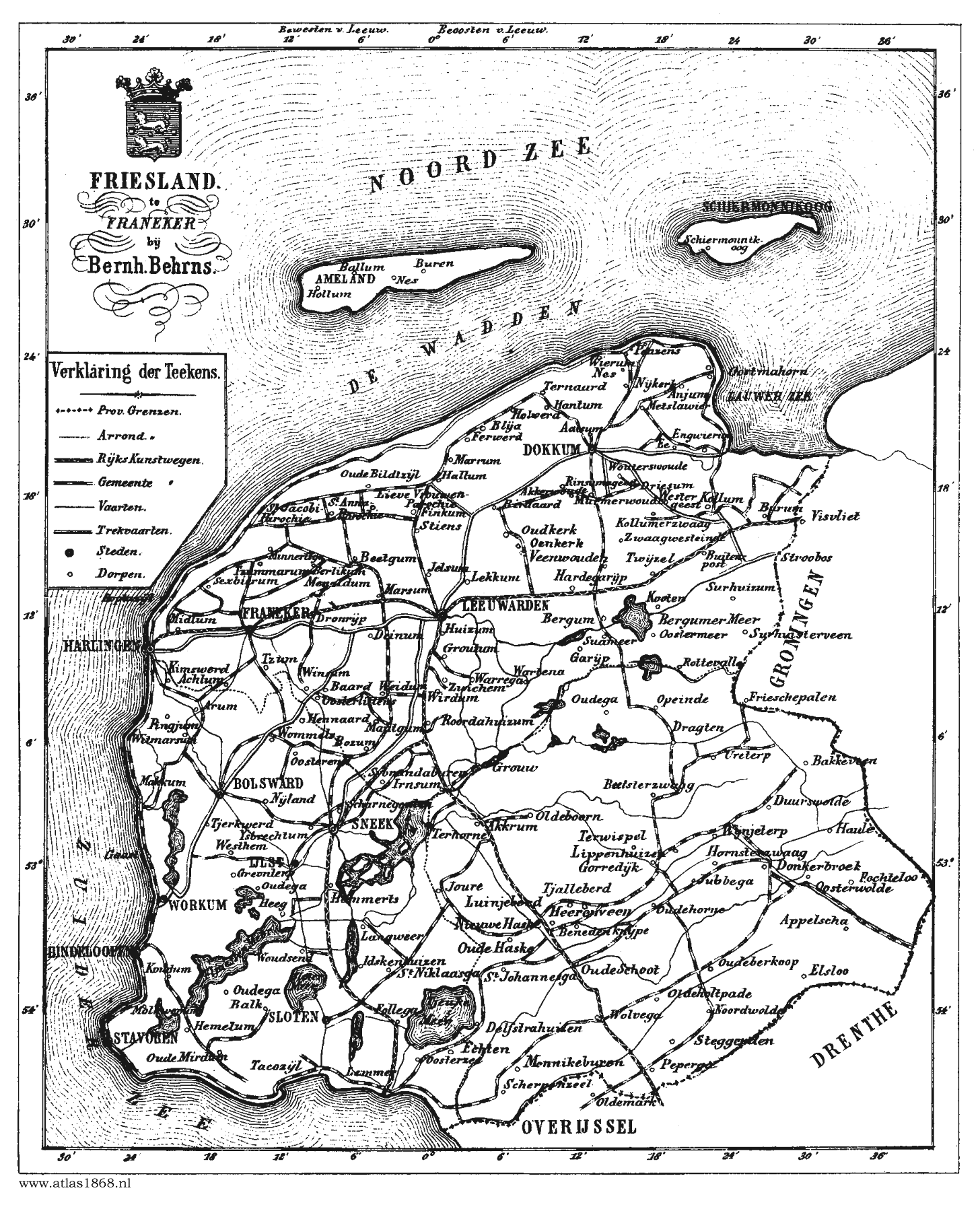
De Lauwerszee ten opzichte van de provincie Friesland op een kaart uit 1868

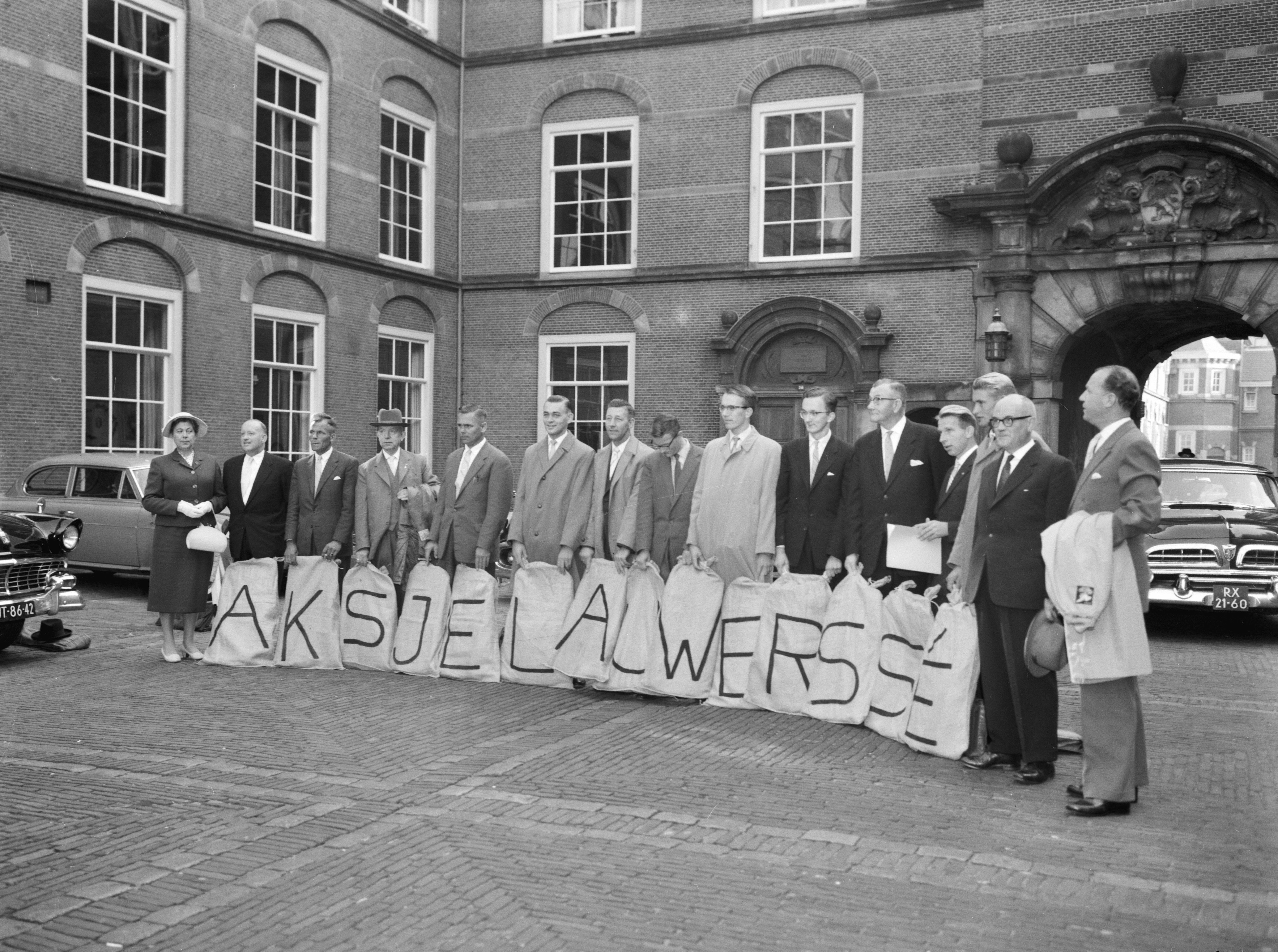
Friese deputatie die 135.000 handtekeningen komt aanbieden aan de regering

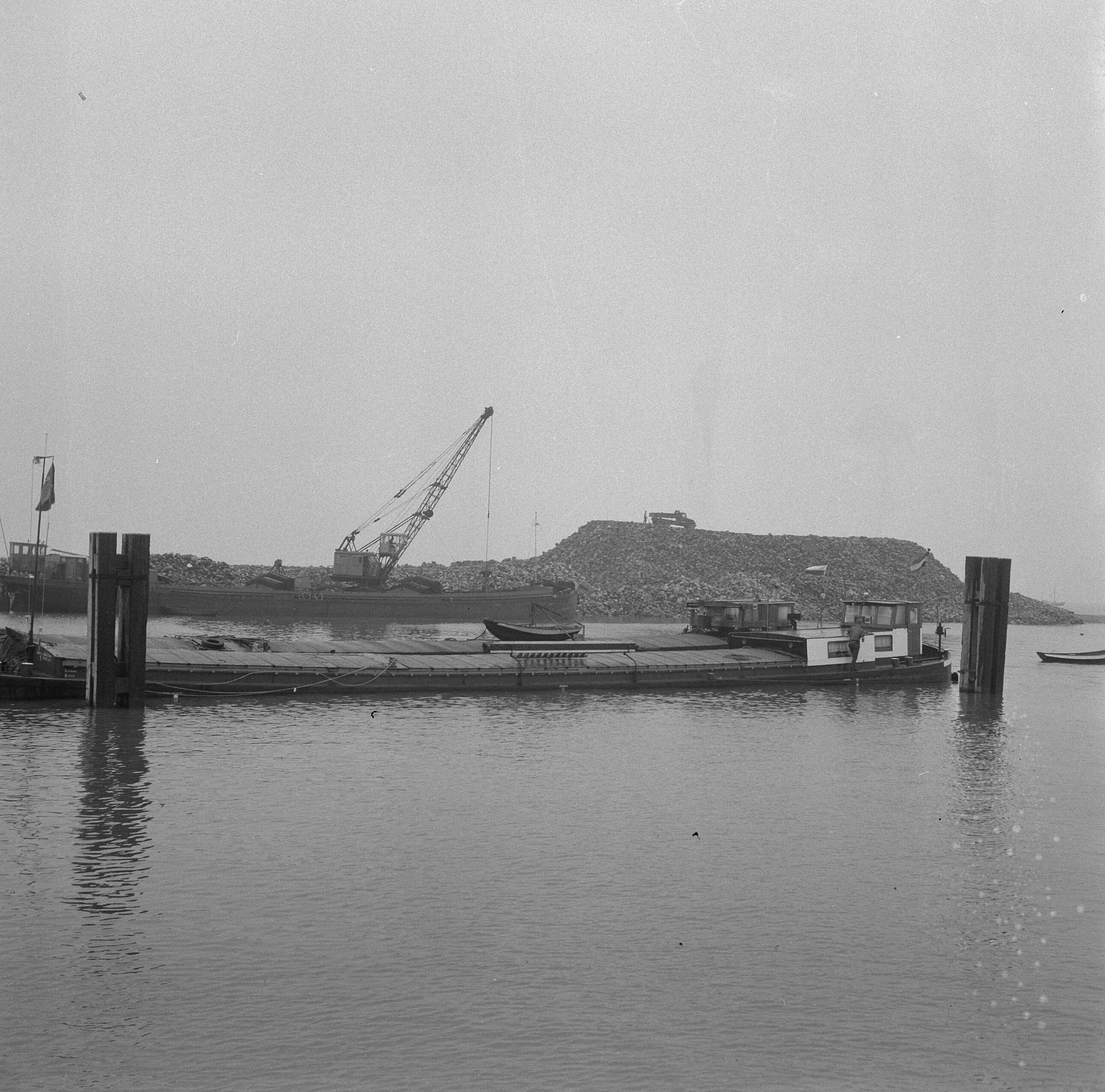
De bouwput

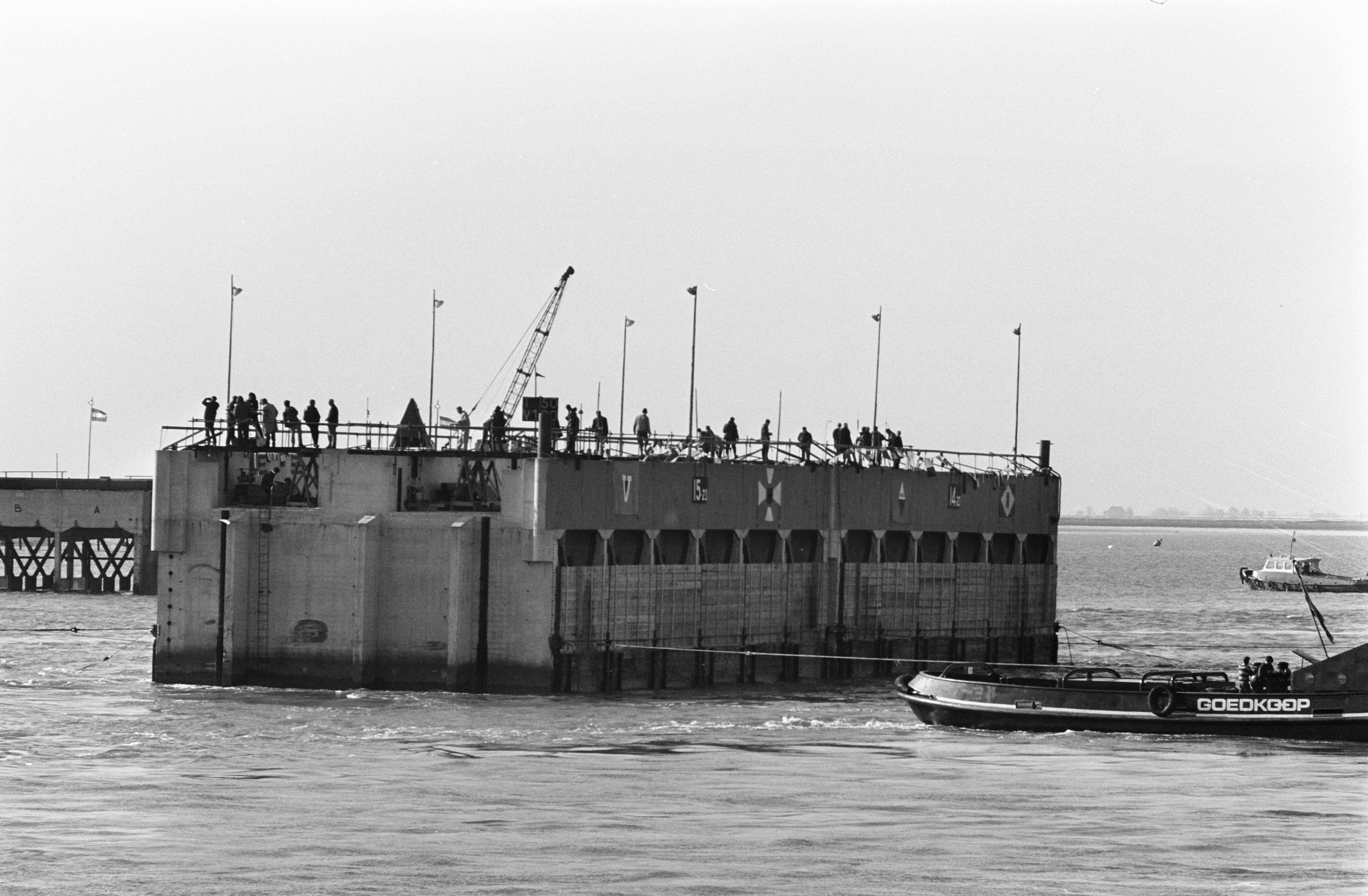
Het laatste caisson wordt ingevaren door sleepboten

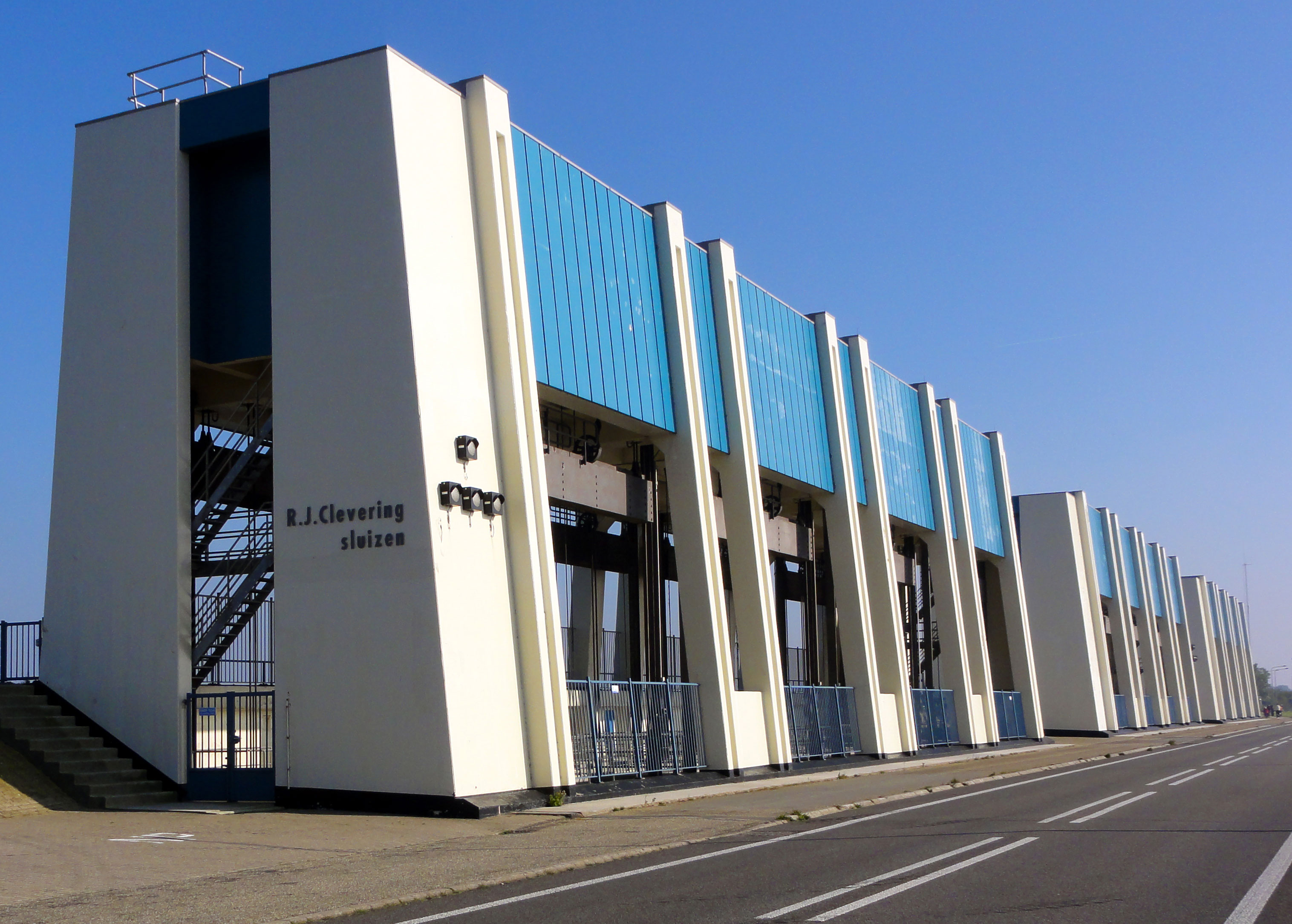
R.J. Cleveringsluizen in de afsluitdijk, gebouwd in de periode 1962-1969

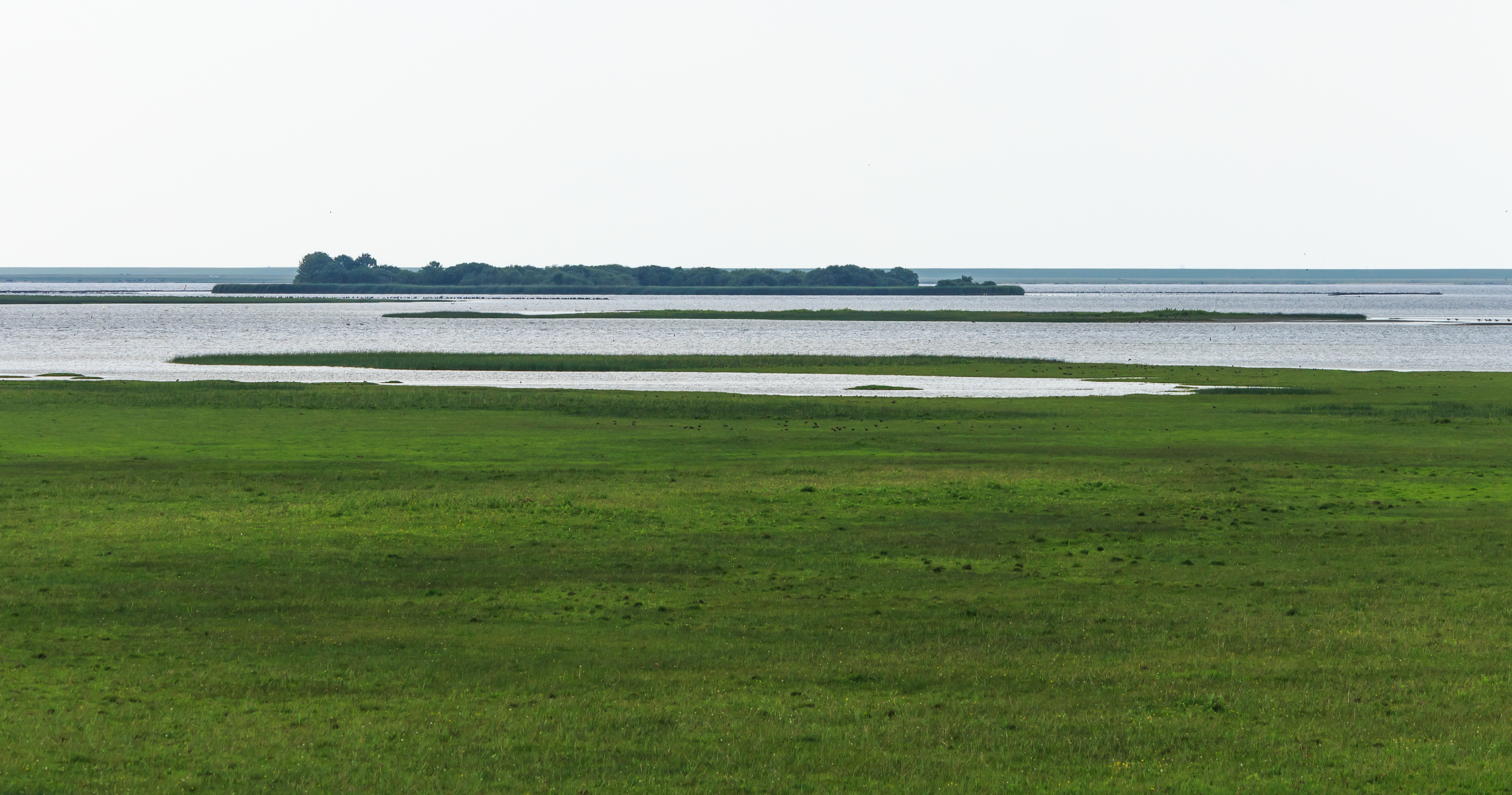
Uitzicht over Nationaal Park Lauwersmeer vanaf uitkijktoren

De Lauwerszee is een (voormalige) baai in het noorden van Nederland. Hij kreeg de naam van de Lauwers, de grensrivier tussen de provincies Groningen en Friesland. De Lauwerszee is ontstaan in de vroege middeleeuwen en breidde zich in de loop van de elfde en twaalfde eeuw verder uit. Op 25 mei 1969 werd hij afgesloten.
Er waren vele plannen geweest voor de afsluiting van de binnenzee, maar deze werden niet doorgezet. Na de watersnood van 1953 is besloten tot drooglegging. In 1960 is het Besluit tot droogmaking van de Lauwerszee aangenomen en is men begonnen met de aanleg van een dertien kilometer lange afsluitdijk met spuisluizen en een schutsluis. Op 25 mei 1969 werd de zee afgesloten en deze heet sindsdien Lauwersmeer.
Ten tijde van de afsluiting mondde de Lauwers al geruime tijd niet meer uit in de zee. Het Reitdiep, het Dokkumergrootdiep en de Dokkumer Ee loosden (en lozen) wel hun water op de zee. Doordat het water brak werd, veranderde de natuur in het gebied en ontstonden nieuwe fauna en flora in het gebied. Ter bescherming van dit nieuwe jonge natuurgebied is er op 12 november 2003 besloten het Lauwersmeer aan te wijzen als nationaal park.

## Geschiedenis

### Ontstaan
De Lauwerszee is over een langere periode ontstaan. De belangrijkste oorzaken voor het ontstaan van de Lauwerszee waren:
- Mogelijk onder invloed van de natuurlijke opschuiving ('lopen') van de waddeneilanden naar het oosten verlegden in de Waddenzee de wadgeulen zich geleidelijk ook waardoor rond de jaartelling een zeeverbinding ontstond tussen het Westgat (ten westen van Schiermonnikoog) en de Lauwers: de Zoutkamperlaag.
- Onder invloed van menselijke activiteiten vond inklinking en bodemdaling plaats van klei-op-veengebieden en de aangrenzende veengronden: met name door ontginning van veengronden, maar vermoedelijk ook door vervening en selnering. Hierdoor kon water makkelijker binnendringen.
- Tijdens incidentele stormvloeden werd dit proces versterkt.

Rond het begin van de jaartelling verruimde de monding zich in de buurt van Anjum. In rustigere perioden werd hier klei afgezet waardoor kwelderwallen groeiden, die rond de 7e eeuw bewoonbaar werden. Vanaf ongeveer 600 na Chr. werden onder invloed van grote overstromingen vermoedelijk ook de veengebieden op grote schaal overstroomd, waarbij een laagje klei werd afgezet. Bij opgravingen in 2001 werden in de buurt van Gaarkeuken en Stroobos onder deze sliblaag veensloten aangetroffen die vermoedelijk getuigen van een grootschalige veenontginning in die tijd die door bodemdaling op catastrofale wijze bijdroeg aan deze overstromingen. De basis voor de Lauwerszee was daarmee gelegd.
In de eeuwen daarna zette het proces zich verder door, waarbij doorgaande pogingen tot ontginning en voortdurende selnering bijdroegen aan verdere expansie van de zeeboezem. Ontginningen aan Friese zijde gingen door tot in de 12e eeuw.

### Bedijkingen
In de 11e of 12e eeuw kwam in fasen een dijk tot stand rond de Lauwerszee. Vanaf die tijd begon een periode van landaanwinning in de vorm van kwelders, die vergemakkelijkt werd doordat er wel steeds slib werd afgezet voor de dijken. Na de stichting van het klooster Jeruzalem bij Gerkesklooster in 1240 nam dit proces sterk toe en werden een groot aantal polders omdijkt. Oost-Kollumerland werd vermoedelijk grotendeels ingepolderd in de 14e tot de 16e eeuw (NIeuw-Kruisland). Aan Groninger zijde werden afgezien van enkele polders rond Grijpskerk, Visvliet en Pieterzijl (bijvoorbeeld de Besheerpolder, De Nie) en de eerste fase van de Ruigewaard de meeste polders aangelegd in de 17e en 18e eeuw. Zo kwamen toen de Waardsterpolder en de Oude Ruigezandsterpolder gereed. Ook de stad Groningen probeerde vanaf de Stadspolle invloed te krijgen in het gebied. De Lauwers dreigde ondertussen dicht te slibben, waarop in 1754 het Munnekezijlsterriet werd aangelegd als nieuwe uitwatering voor de Friese gebieden. In 1877 werd de provinciale dijk aangelegd bij Zoutkamp, waarmee de Friese Polder Wieringa en de Nieuwe Ruigezandsterpolder (van de stad Groningen) werden ingepolderd. De doorgetrokken provinciegrens werd daarbij recht geraaid op de kerktoren van Vierhuizen en voorzien van grenspalen. Ook de toegang tot het Reitdiep werd hiermee afgesloten, zodat de stad Groningen niet langer onder invloed stond van de getijden. Door de Nieuwe Ruigezandsterpolder werd het Munnekezijlsterriet doorgetrokken en kreeg bij Zoutkamp een eigen Friese Sluis.

### Afsluiting

#### Planning
De eerste plannen tot de indijking van een deel van de Lauwerszee dateren van 1611, toen een delegatie van Stad en Lande naar Friesland vertrok met het voorstel tot het leggen van een dijk: " 't sij omtrent de Soltkampen, 't sij van Vierhuijsen totten bandt of daar waar sulcx goet gevonden sall worden". Het is niet bekend wat de reactie van het Friese bestuur was, maar tot een dijk kwam het in elk geval niet.
De eerste serieuze plannen over de afsluiting dateren uit 1849. Het grootste probleem van dit plan, net als van nieuwere plannen, was het verschil van 30 cm in het afwateringspeil tussen Friesland en Groningen. Door dit probleem en andere moeilijkheden werden deze plannen niet uitgevoerd.
In de jaren dertig was de Nederlandse Staat begonnen met landaanwinnings-werkzaamheden, om zo meer banen te scheppen. Voor de Lauwerszee werd een commissie ingesteld die moest gaan onderzoeken of, en zo ja hoe, de Lauwerszee het best kon worden afgesloten. De commissie kwam met verschillende plannen, maar die verdwenen uiteindelijk allemaal in de la.
De stormvloed van 1953 en de kerstvloed van 1954 bliezen de plannenmakerij nieuw leven in. Men vond nu, in tegenstelling tot vroegere plannen, dat de veiligheid verhoogd moest worden en dat daarom de lengte van de kust zo kort mogelijk gemaakt moest worden. Want dan was de kans op een nieuwe dijkdoorbraak immers het kleinst.
Met de komst van de nieuwe Deltawet in 1958 werd onder meer besloten dat de dijken in het noorden van Nederland versterkt moesten worden. Wat betreft het Lauwerszeegebied had Rijkswaterstaat de keuze uit twee mogelijkheden; een 13 km lange afsluitdijk aanleggen of de bestaande 32 km dijk rond de Lauwerszee opknappen en op deltahoogte brengen. Na studie bleek dat de afsluiting van de Lauwerszee een betere afwatering en landwinning tot gevolg zouden hebben, maar dat deze oplossing ook het duurst was. De regering koos daarom voor de goedkopere tweede mogelijkheid; het opknappen en verhogen van de bestaande dijken.
Tegen dit besluit kwam veel verzet van de bevolking aan de Friese kant. Het actiecomité‚ "Lauwerszee" verzamelde in 1959 135.000 handtekeningen van burgers die juist voor de afsluiting van de Lauwerszee waren ("De Lauwerszee moet dicht!"). In Leeuwarden vond op 13 februari 1960 een grote protestmanifestatie plaats, waaraan ca. 4000 Friezen deelnamen. De regering ging uiteindelijk overstag. Op 10 juni 1960 besloot het Kabinet-De Quay de Lauwerszee af te sluiten door het leggen van een afsluitdijk, op voorwaarde dat de provincies Groningen en Friesland meebetaalden. Daarnaast moesten de provincies voor het onderhoud zorgen als de dijk er eenmaal lag én hoefde de staat niet financieel bij te dragen aan de inpoldering van nieuw land binnen de aangelegde dijk. Met deze voorwaarden gingen de beide provincies akkoord waarna de beste manier van afsluiting bestudeerd werd.
De drie grootste problemen die uit de studies naar voren kwamen waren: allereerst de vraag waar de dijk precies moest komen, of men sluizen of een gemaal moest installeren en hoe hoog het waterpeil in het nieuwe meer moest worden.
Voor de plaats van de dijk haalde men een oud plan uit 1902 uit de kast, dat op enkele punten werd veranderd. Omdat sluizen goedkoper waren dan een gemaal werd hiervoor gekozen. Het waterpeil ten slotte werd vastgesteld op 83 cm onder NAP in de winter en op 93 cm onder NAP in de zomer.

#### Werkzaamheden
In 1961 begon Rijkswaterstaat met de aanleg van een werkhaven bij Oostmahorn, de latere Jachthaven Lauwersmeer. De werkhaven deed dienst als ligplaats voor de baggerschepen en als veerhaven voor de verbinding met het nog te bouwen werkeiland. Dit werkeiland, Lauwersoog, zou op een zandplaat ten oosten van de vaargeul naar Oostmahorn komen. Het grootste probleem hier was dat op ondiep water gewerkt moest worden. De bouwplaats was moeilijk bereikbaar voor de grote schepen die de benodigde materialen naar het eiland moesten brengen. Werkzaamheden konden alleen bij vloed worden uitgevoerd.
Het eiland zou worden gebruikt voor de bouw van de afwateringssluizen, de schutsluis en de caissons. Daarnaast zou op het eiland een verblijfplaats worden ingericht voor ongeveer 150 arbeiders. Hiervoor moesten een aantal bijzondere voorzieningen worden getroffen. Er werd een waterleiding (8 km) aangelegd vanaf de Groninger kust. Voor de benodigde energie werden twee 10.000 volt kabels vanaf de Friese kust over de zeebodem aangelegd. Voor de telefoonverbinding werd een straalzender geïnstalleerd en er werd een helikopterhaven aangelegd.
In 1962 begon men met het opspuiten van het werkeiland. In 1963 was het, 1240 meter lang en 550 meter breed, klaar voor gebruik. Na de aanleg werd in hetzelfde jaar met de bouw van de sluizen begonnen.
De uitwateringssluizen bestaan uit twaalf grote betonnen kokers onder de dijk door, waardoor het water uit het Lauwersmeer met laagwater in de Waddenzee kan stromen. Elke koker is 10 meter breed, zodat de totale doorstroombreedte 120 meter is. Als de sluizen openstaan ontstaat er een kolk van ongeveer 65 meter lang en 9 meter breed. De afwateringssluizen en de schutsluis werden voltooid in 1967.
In 1963 begon Rijkswaterstaat met de aanleg van de eerste 1500 meter dijk die de Lauwerszee moest gaan afsluiten. Naast de werkhaven van Lauwersoog kwamen er nog twee werkhavens; een tussen het werkeiland en de Friese kust (Hoek van de Bant) en een tussen Lauwersoog en de Groninger kust (Vierhuistergat).
Aan het 2500 meter lange dijkgedeelte van de werkhaven Vierhuistergat tot aan de Groninger kust werd in 1964 begonnen. Hierna werd in 1968 de werkhaven aan het Vierhuistergat verbonden met het dijkgedeelte bij Lauwersoog. Het werkeiland had nu een verbinding met het vaste (Groninger) land. Aan de Friese kant was in 1965 begonnen met de aanleg van de 1500 meter lange dijk van de werkhaven bij de Hoek van de Bant naar de Friese kust en het jaar daarna werd een dijk aangelegd vanuit Lauwersoog in de richting van de Friese kust. Tussen beide dijken bleef een opening van 900 meter bestaan.

#### Caissons
Het 900 meter brede 'sluitgat' tussen beide dijkdelen werd gedicht met behulp van caissons, een  waterbouwtechniek waarmee men in de jaren er voor in Zeeland al veel ervaring had opgedaan. Deze enorme drijvende betonnen bakken werden boven een onder water aangelegde drempel gevaren en moesten dan tot zinken worden gebracht. De caissons moesten precies in de lengte tegen elkaar op de drempel terechtkomen, waarbij ongeveer de helft boven het waterpeil bleef uitsteken. Ze vormden zo het hart van de aan te leggen dijk.
Op het werkeiland Lauwersoog werden de 25 benodigde caissons gebouwd. Deze caissons waren elk 33 meter lang, 15 meter breed en 12 meter hoog en kostten ongeveer een miljoen gulden per stuk. Elk caisson had 6 doorlaatopeningen, die met kleppen onafhankelijk van elkaar konden worden afgesloten. Aan weerskanten van deze openingen werden houten schotten geplaatst die de caissons tijdens het transport naar het sluitgat waterdicht moesten afsluiten. Nadat de caissons waren afgezonken werden de schotten verwijderd, zodat de zee onbelemmerd door de openingen kon stromen. Pas toen alle caissons geplaatst waren liet men de kleppen zakken en was de afsluiting een feit.
Alle 25 caissons werden gebouwd op een speciaal gedeelte van het werkeiland dat beneden het zeewaterpeil lag (de huidige jachthaven Noordergat). Toen het zover was, werd de dijk rond dit terrein doorgestoken en gingen de caissons drijven. Hierna konden ze naar het sluitgat worden gesleept waar ze stuk voor stuk werden afgezonken. Uiteindelijk bleef er een gat over waarin precies de laatste twee caissons pasten.

### Lauwerszee wordt Lauwersmeer
Door de enorme eb- en vloed-stroming in het sluitgat moesten de laatste twee caissons tegelijk worden afgezonken. Bij dit evenement, dat plaatsvond op 23 mei 1969, was onder andere koningin Juliana aanwezig.
Elk caisson had zes sluizen die met een zware stalen klep konden worden afgesloten. Op 25 mei 1969 werden alle 150 kleppen van de caissons tegelijk neergelaten, precies op het moment dat de ebstroom uit de Lauwerszee ophield en het water uit de Waddenzee de Lauwerszee zou gaan binnenstromen. De afsluiting was een feit, de Lauwerszee werd een meer. Direct na het neerlaten van de kleppen in de caissons werden de caissons volgestort met zand en werd de dijk doorgetrokken. Tegenwoordig is niet meer te zien waar de caissons onder de dijk verstopt zitten.
Met het neerlaten van de kleppen in de caissons kwam een einde aan een periode van ongeveer 1000 jaar, waarin de Lauwerszee een onderdeel vormde van de Waddenzee. Voor het eerst hadden eb en vloed geen invloed meer. Na de afsluiting zag het Lauwersmeer eruit als een stuk van de Waddenzee bij eb. Een uitgestrekte zand- en slikvlakte (ongeveer 9000 hectare) met bochtige geulen en prielen. Het meerwater en het grondwater waren in het begin zout. Het Lauwersmeer werd gebruikt als boezemmeer. Zowel Friesland als Groningen lozen hun regenwater gedeeltelijk op het meer. Als het tij gunstig is gaat de sluis bij Lauwersoog open om het teveel aan water naar de Waddenzee te laten stromen. Door dit "doorspoelen" was het water van het Lauwersmeer na een aantal maanden al zoet. Omdat het veel langer duurde voordat al het zout dat nog in de bodem zat door de regen was weggespoeld, ontstond er een unieke situatie: het water was zoet maar was nog omgeven door zout land.

#### Inrichtingsplannen

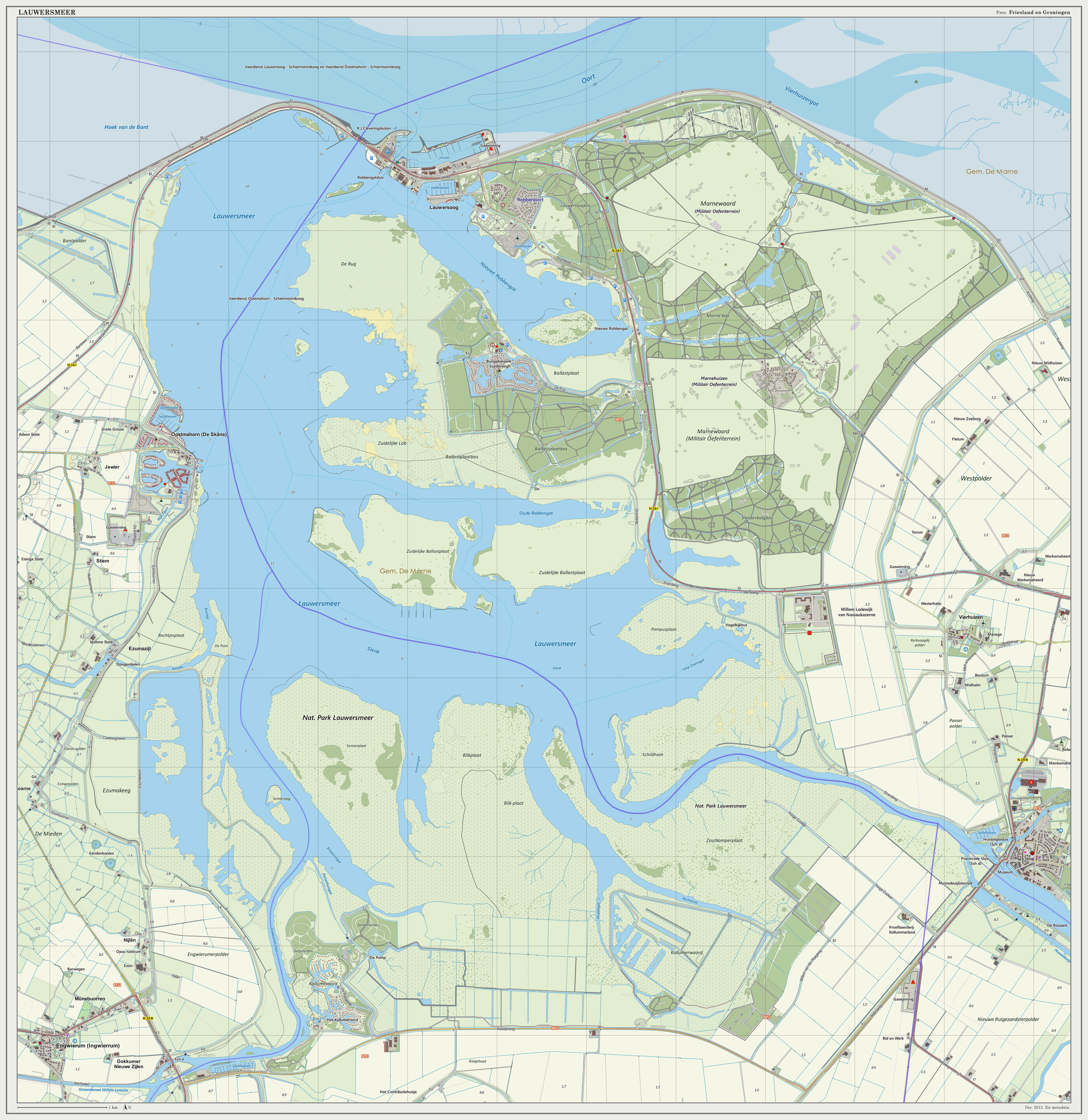
Het Lauwersmeergebied op een kaart uit 2013

Door het indammen van de Lauwerszee ontstond een gebied van ruim 9100 hectare, waarvan ongeveer 2000 hectare wateroppervlak. Wat moest er met dit nieuwe gebied gedaan worden? Hoe moest het worden ingericht? Om antwoord te kunnen geven op deze vragen werden diverse plannen ontwikkeld.
Staatsbosbeheer kwam met een plan om de bestaande geulen te laten voor wat ze waren en hier en daar wat bos aan te planten. De natuur moest het verder zelf doen. Men dacht met name aan pleisterplaatsen en aan voedsel- en broedgebieden voor vogels. De gronden langs de oude zeedijken bleken zeer vruchtbaar en geschikt voor de landbouw. Bij Defensie was inmiddels een tekort aan oefenterreinen ontstaan waardoor er interesse ontstond voor het nieuwe Lauwersmeergebied. Ook de provinciale besturen van Groningen en Friesland stelden een plan op. Daarin lag de nadruk op recreatie.
Intensief overleg tussen alle groepen leidde uiteindelijk tot een compromisplan. De inrichting werd vastgelegd in zogenaamde streekplannen. Er was alleen nog onenigheid over de aanleg van een militair terrein en de plek waar de weg van Groningen naar Lauwersoog zou moeten komen. Maar ook dit is uiteindelijk opgelost.

#### Inrichting
Na het dichten van het sluitgat kon men met de inrichting van het gebied beginnen. Om verstuiving van de nieuwe zandgronden tegen te gaan werden op de hogere zandgronden schermen geplaatst. Nadat de bodem voldoende ontzilt was werd deze ingezaaid met een mengsel van Engels raaigras, roodzwenkgras, wintergerst en rogge. De planten gaven beschutting tegen de wind en de wortels konden het zand goed vasthouden. Daarnaast werd in het gebied ruim 350 hectare bos aangeplant. Door deze bossen werden diverse wandel- en fietspaden aangelegd.
De werkhaven op het voormalige werkeiland Lauwersoog werd omgebouwd tot visserijhaven en veerhaven (voor het veer naar Schiermonnikoog). De activiteiten in de haven oefenden ook aantrekkingskracht uit op met de scheepvaart en visserij verbonden bedrijven. Vlak bij de haven werd de woonkern Lauwersoog (veertien huizen) gesticht. Aan de noordkant van het Nieuwe Robbengat werden stranden aangelegd met een capaciteit van ongeveer 7000 bezoekers. Verder kwamen er een camping (Lauwersoog) en een recreatiewoningenterrein (Robbenoort) en in 1993 een vakantie-bungalow park (Suyderoogh). In 1987 werd het militair oefenterrein Marnewaard in gebruik genomen. De nieuwe (Marne)weg vanuit richting Groningen naar Lauwersoog is geopend in 1990.

## Lauwer(s)zee
Voor de afdamming werd de Lauwerszee doorgaans Lauwerzee (zonder "s") genoemd,
zoals in het Gronings Volkslied. Dat is eigenlijk vreemd omdat het riviertje waarnaar de zee genoemd werd, de Lauwers heette. Blijkbaar had de z van zee de s van de Lauwers verzwolgen. Na de indamming kwam de s in Lauwers weer meer tevoorschijn en werd de zee die er vroeger lag steeds vaker weer Lauwerszee genoemd.
Siemon Reker, bijzonder hoogleraar Groningse taal en cultuur, veronderstelt dat Lauwerzee een hypercorrecte vorm is. Rond de Lauwerzee wordt een "z" aan het begin van een woord uitgesproken als een "s" en voelde de sz-combinatie in Lauwerszee niet goed aan.